# Stéphane Dumont
Stéphane Dumont (Seclin, 6 settembre 1982) è un allenatore di calcio ed ex calciatore francese, di ruolo centrocampista, tecnico del Troyes.

## Palmarès

### Club

#### Competizioni nazionali
- Campionato francese: 1

Lilla: 2010-2011
- Coppa di Francia: 1

Lilla: 2010-2011
- Ligue 2: 1

Monaco: 2012-2013